# Novi Commentarii Academiae Scientiarum Instituti Bononiensis
Novi Commentarii Academiae Scientiarum Instituti Bononiensis (abreviado Novi Comment. Acad. Sci. Inst. Bononiensis) fue una revista con ilustraciones y descripciones botánicas que fue editada en Bolonia. Se publicaron 10 números desde el año 1834 hasta 1849.